# 남해 당항리 느티나무
남해 당항리 느티나무(南海 唐項里 느티나무)는 대한민국 경상남도 남해군 남면 당항리에 있는 느티나무이다. 1997년 12월 31일 경상남도의 기념물 제199호로 지정되었다.

## 개요
느티나무는 우리나라를 비롯하여 일본, 대만, 중국 등의 따뜻한 지방에 분포하고 있다. 가지가 사방으로 퍼져 자라서 둥근 형태로 보이며, 꽃은 5월에 피고 열매는 원반모양으로 10월에 익는다. 줄기가 굵고 수명이 길어서 쉼터역할을 하는 정자나무로 이용되거나 마을을 보호하고 지켜주는 당산나무로 보호를 받아왔다.
마을 앞 들판 가운데에서 자라고 있는 당황리 느티나무의 나이는 500년 정도로 추정되며 높이 19m, 둘레 6m이다. 오랜 세월동안 이 마을의 모임장소와 휴식처로 사용되고 있으며, 마을의 무사태평과 풍년을 기원하는 당산제를 지내고 있다.
남해 당황리 느티나무는 희로애락의 숱한 세월을 지나 지금까지 버티고 서 있는 터줏대감같은 나무로 문화적 가치가 커서 기념물로 지정되었다.

## 참고 문헌
- 남해당항리느티나무 - 국가유산청 국가유산포털